# Регионална лига у рагбију 2017/18.
Регионална лига у рагбију 2017/18. (службени назив: 2017–18 Regional Rugby Championship) је било 11. издање Регионалне лиге у рагбију. Учествовало је 5 рагби тимова из Хрватске, Словеније и Босне и Херцеговине. Титулу је освојио хрватски представник Нада Сплит.

## Учесници
- Рагби клуб Нада Сплит  Хрватска
- Далмација  Хрватска
- Загребачки рагби савез  Хрватска
- Рагби клуб Челик Зеница  БИХ
- Рагби клуб Љубљана  Словенија

## Резултати утакмица
Прво коло
Загребачки рагби савез - Љубљана 18-14
Нада Сплит - Челик Зеница 53-14
Друго коло
Загребачки рагби савез - Нада Сплит 8-52
Далмација - Љубљана 29-25
Треће коло
Нада Сплит - Далмација 39-8
Челик Зеница - Загребачки рагби савез 19-18
Четврто коло
Љубљана - Нада Сплит 11-10
Челик Зеница - Далмација 23-42
Пето коло
Далмација - Загребачки рагби савез 20-0
Љубљана - Челик Зеница 20-0

## Табела
|   | Клуб         | ИГ | Д | Н | И | ПД  | ПП  | ПР   | ЕД | ББ | Б  |  |
| - | ------------ | -- | - | - | - | --- | --- | ---- | -- | -- | -- |  |
| 1 | Нада Сплит   | 4  | 3 | 0 | 1 | 154 | 41  | +113 | 23 | 4  | 16 |  |
| 2 | Далмација    | 4  | 3 | 0 | 1 | 99  | 87  | +12  | 15 | 2  | 14 |  |
| 3 | Љубљана      | 4  | 2 | 0 | 2 | 70  | 57  | +13  | 10 | 2  | 10 |  |
| 4 | ЗРС          | 4  | 1 | 0 | 3 | 44  | 105 | -61  | 6  | -2 | 2  |  |
| 5 | Челик Зеница | 4  | 1 | 0 | 3 | 56  | 133 | -77  | 6  | -3 | 1  |  |

| Победник Регионалне лиге у рагбију 2017/2018. |
| --------------------------------------------- |
| Рагби клуб Нада Сплит 9. титула               |

## Најбољи поентери
- Домагој Плазибат (Нада Сплит) 35 поена
- Никола Павловић (Далмација) 26 поена
- Махир Бишић (Челик Зеница) 26 поена
- Антонио Иванковић (ЗРС) 14 поена
- Петер Кавчић (Љубљана) 13 поена